# Pranan
Pranan is een bestuurslaag in het regentschap Sukoharjo van de provincie Midden-Java, Indonesië. Pranan telt 2816 inwoners (volkstelling 2010).